# Saint-Michel-de-Veisse
Saint-Michel-de-Veisse település Franciaországban, Creuse megyében. Lakosainak száma 166 fő (2022. január 1.). Saint-Michel-de-Veisse Banize, Blessac, Saint-Marc-à-Frongier, Saint-Sulpice-les-Champs és Vallière községekkel határos.

## Népesség
A település népessége az elmúlt években az alábbi módon változott:
| Lakosok száma | 268  | 204  | 177  | 162  | 173  | 166  | 162  | 161  | 163  | 166  |
|               | 1968 | 1982 | 1990 | 2006 | 2013 | 2015 | 2017 | 2019 | 2020 | 2022 |